# Saint-Jean-Lespinasse
Saint-Jean-Lespinasse är en kommun i departementet Lot i regionen Occitanien i södra Frankrike. Kommunen ligger i kantonen Saint-Céré som tillhör arrondissementet Figeac. År 2022 hade Saint-Jean-Lespinasse 411 invånare.

## Befolkningsutveckling
Antalet invånare i kommunen Saint-Jean-Lespinasse
| Referens: INSEE |